# هربرت غوردون
هربرت غوردون (بالإنجليزية: Herbert Gordon)‏ (1 يناير 1952 بكينغستون في جامايكا - 17 نوفمبر 2013) هو لاعب كرة قدم جامايكي في مركز الهجوم. لعب مع نادي بويز تاون.

## وصلات خارجية
- هربرت غوردون على موقع قاعدة بيانات كرة القدم.إي يو (الإنجليزية)